# آی‌بی‌ام اینترنت سکیوریتی سیستمز
آی‌بی‌ام اینترنت سکیوریتی سیستمز (به انگلیسی: IBM Internet Security Systems) یک فراهم‌کننده نرم‌افزار امنیتی است که در سال ۱۹۹۴ وجود آمد و اغلب به اختصار به آن ISS یا ISSX می‌گویند. این شرکت در سال ۲۰۰۶ توسط آی‌بی‌ام خریداری شد.

## تاریخچه
در سال ۱۹۹۲، کریس کلوز اولین نسخه از نرم‌افزاری به نام Internet Scanner را توسعه داد. سپس در سال ۱۹۹۴، شرکت ISS را به منظور توسعه بیشتر و فروش این نرم‌افزار بنیان نهاد. سهام‌دار عمده شرکت، کریس کلوز نقش مدیر ارشد فناوری را بدست گرفت، در سال ۱۹۹۵ هم تام نونان به عنوان مدیر عامل اجرایی شرکت به استخدام گرفته شد. در ۲۳ آگوست سال ۲۰۰۶، آی‌بی‌ام اعلام کرد که قصد دارد این شرکت را به قیمت ۱٫۳ میلیون دلار خریداری کند. در ۱۶ اکتبر ۲۰۰۶، این درخواست مورد پذیرش سهام‌داران ISS قرار گرفت.